# I am a HERO
「I am a HERO」（アイ アム ア ヒーロー）は、福山雅治の31枚目のシングル。2015年8月19日発売。制作はアミューズ、発売・販売元はユニバーサルミュージック。

## 解説
前作「誕生日には真白な百合を／Get the groove」からおよそ2年4ヶ月ぶりとなるシングル。
発売タイプは「初回限定 特製グッズ スペシャルタオル付 盤」（三方背ケース付）、「初回限定 Music Clips DVD付 盤」（三方背ケース付）、「通常盤」に加え、初めてファンクラブ会員のみ購入することができる「ファンクラブ限定 BROS.盤」も発売した。「BROS.盤」の仕様は“I am a HERO”にかけて、“HERO”を夢見た福山の5歳時の写真がタイトルとともに掲載されたリバーシブル対応のディスクジャケットとなっている。ブックレットにもデビュー当時の写真を掲載している。さらに、1990年発表の1stアルバム『伝言』に収録している｢I LOVE YOU｣のセルフカバーを収録。｢I LOVE YOU｣を選んだ理由と、ファンへの感謝の気持ちを綴ったラヴレターも封入している。
発売日の夜にはTwitterを利用した『同時視聴会』を開催した。
前作に引き続きオリコン週間シングルランキングで初登場1位を獲得した。男性ソロアーティストが1位を獲得するのは、渋谷すばるの『記憶/ココロオドレバ』以来半年ぶり。

## メディア出演
本作のプロモーションのため発売から2日後の8月21日に出演した『ミュージックステーション』では、エンディングトークにおいて福山が弘中綾香アナウンサーからコメントを求められたが、この日共演したSKE48の松井玲奈がこの月限りでのグループからの卒業を既に発表しており、最後の同番組への出演となったため松井にコメントを譲るという場面があった。
「前のめり#プロモーション」も参照。

## 収録曲

### CD
1. I am a HERO
（作詞・作曲：福山雅治 / 編曲：福山雅治、井上鑑）
日本テレビ系水曜ドラマ『花咲舞が黙ってない』第2シリーズ主題歌[8]。
主題歌担当に際しコメントを寄せており、「僕もそうですが、ほとんどの人が『なりたい自分』と『実際の自分』は違うのではないでしょうか。誰もがなりたい自分になれない中で、次第にあきらめていってしまう…そんな若干あきらめかけている大人たちが、心の中で憧れてるのが『花咲舞』という人なんだと思います」と共感。「そして、常に弱者の味方でヒーローのような存在である花咲舞も、なりたい自分を探しているのでは…と。そんな気持ちを歌にしてみました」と述べている[9]。
2. ステージの魔物
（作詞・作曲：福山雅治 / 編曲：福山雅治、井上鑑）
アサヒビール「スーパードライ」CMソング[10]。
3. その笑顔が見たい
（作詞・作曲：福山雅治 / 編曲：福山雅治、井上鑑）
キユーピー マヨネーズ90th TVCMソング[11]。福山は「今回のCM楽曲のコンセプトは『もしも自分がキユーピー マヨネーズだったら』なんです。キユーピー マヨネーズは当たり前に食卓にあるものだと思われがちで、当たり前ゆえに変わってないと思われがちです。でも、常に愛され続けるためには、常に新しく変化し続ける必要があるわけで、それが目に見えた変化でなかったとしても、たゆまぬ努力をしつづけてこられたのではないかと思い、自分に存在を置き替えて制作しました。」とコメントしている[12]。当初はアコースティック・ギターのみのバージョンが放送されていた[13]。
4. 何度でも花が咲くように私を生きよう
（作詞・作曲：福山雅治 / 編曲：福山雅治、井上鑑）
資生堂「TSUBAKI」CMソング[14]。
2015年3月25日にデジタルシングルとして配信しており[15]、今回のCD化にあたり新たにリマスタリングしている。
楽曲について福山は「自分の変化を少しでも良い変化にするのが誠実な生き方だと思う。その思いを曲に込めた」と述べている[14]。
5. 蜜柑色の夏休み 2015
（作詞・作曲：福山雅治 / 編曲：佐橋佳幸、福山雅治、井上鑑）
映画『アリのままでいたい』主題歌[16]。
8thアルバム『f』収録曲「蜜柑色の夏休み」のボーカルと一部楽器を再レコーディングし、MIXも新たに行っている。福山曰く「基本のアレンジは変えていないので、建築で言えば“リノベーション”という感じでしょうか。」としている[17][18]。
6. I LOVE YOU
（作詞：福山雅治 / 作曲：白浜久 / 編曲：福山雅治）
「ファンクラブ限定 BROS.盤」のみ収録。

※その他、各楽曲のインストゥルメンタル・バージョンを収録。

### 初回限定 Music Clips DVD付盤DVD
1. I am a HERO（Music Clip）
監督はARATA。
2. ステージの魔物（Music Clip）
アサヒスーパードライ「8000人の乾杯2015篇」CM撮影会時に収録。

## ミュージシャン
| I am a HERO Vocal & Guitar: FUKUYAMA MASAHARU Keyboards: INOUE AKIRA Bass: TAKAMIZU KENJI Drums: YAMAKI HIDEO Percussion: MATARO ステージの魔物 Vocal & Guitar: FUKUYAMA MASAHARU Keyboards: INOUE AKIRA Bass: TAKAMIZU KENJI Drums: YAMAKI HIDEO Trumpet: NISHIMURA KOJI Trombone: MURATA YOICHI Tenor, Baritone Saxophone & Flute: YAMAMOTO TAKUO その笑顔が見たい Vocal & Guitar: FUKUYAMA MASAHARU Keyboards: INOUE AKIRA Guitar & Mandolin: KON TSUYOSHI Bass: TAKAMIZU KENJI Drums: YAMAKI HIDEO Percussion: MATARO Tenor, Baritone Saxophone: YAMAMOTO TAKUO | 何度でも花が咲くように私を生きよう Vocal & Guitar: FUKUYAMA MASAHARU Keyboards: INOUE AKIRA Percussion: MATARO Flute: KURODA YUKI / SAEGUSA ASAKO Alto Flute: TAKAICHI NORIKO Clarinet: NAKA HIDEHITO Bass Clarinet: YAMAMOTO TAKUO / OSHITA KAZUHITO Cor Anglais: SHOJI SATOSHI Trumbone & Euphonium: MURATA YOICHI 蜜柑色の夏休み 2015 Vocal, Acoustic Guitar, Bass & Harmonica: FUKUYAMA MASAHARU Keyboards: INOUE AKIRA Acoustic Guitar & Keyboards: SAHASI YOSHIYUKI Acoustic Guitar: OGURA HIROKAZU Bass Harmonica: MATSUDA KOICHI Programming: ISHIKAWA TETSUO |